# 享保の改革
享保の改革（きょうほうのかいかく）は、江戸時代中期に第8代将軍徳川吉宗によって主導された幕政改革であり、寛政の改革や天保の改革と並ぶ三大改革である。
名称は吉宗が将軍位を継いだ時の年号である享保に由来する。開始に関しては享保元年（1716年）で一致しているが、終わりに関しては享保20年（1735年）や延享2年（1745年）とするなど複数説がある。また、享保期（きょうほうき）として、実際に幕政改革を行った時期にとらわれず、概ね元禄時代と田沼時代の間の時代区分として扱われる。
主としては幕府財政の再建が目的であったが、先例格式に捉われない政策が行われ、文教政策の変更、法典の整備による司法改革、江戸市中の行政改革など、内容は多岐に渡る。江戸時代後期には享保の改革に倣って、寛政の改革や天保の改革が行われ、これら3つを指して「江戸時代の三大改革」と呼ぶのが史学上の慣例となっている。また、次代の田沼時代の特徴とされる株仲間の結成や冥加金といった商業政策も享保期が嚆矢であり、同時期の蘭学や国学の発達も、この時期に行われた漢訳洋書輸入緩和などの文教政策に原因を見ることができる。

## 主な改革

### 幕府権力の確立

徳川吉宗公

吉宗は綱吉以来、譜代から不満を持たれていた側用人を廃止して、表向き老中による幕閣政治に重きを置いたように振舞った。だが実際は御側御用取次を新設し元紀州藩士をそれに任じて実質上の側近政治を展開した。吉宗は御三家である紀州藩から将軍家を相続する際、多数の紀州藩士を幕臣として編入させていた。その数は享保10年には205名にも及んだ。これは紀州藩上士の約25％に相当する。吉宗は紀州系の側近たちを中心として従来の幕府のしきたりに囚われない大胆な政治改革を断行した(p6,7)。
他家から将軍家を相続した吉宗は享保元年 - 6年頃にかけて自身の将軍権力の確立に従事した。将軍の御膝元である江戸近隣を統制し、軍事的に固めておくことは権力基盤を強化する上で極めて重要だった。そこで吉宗は生類憐みの令によって撤廃されていた軍事調練としての側面を持つ鷹狩を復活させた。鷹狩に関する施策は見分などの名目で江戸周辺各所の実情を把握する効果もあった。同時に自らの手足となって社会の動きや幕臣・大名等の動向を把握するため、紀州藩で隠密御用を務めていた藩士達を幕臣に取り立て将軍直属の隠密として従事させることにした。彼らは御庭番と呼ばれ、諸藩・遠国奉行所・代官などの動静や、幕臣達の評判、世間の風聞などを調査し、これを「風聞書」にまとめ提出された（p6,7）。
その他、将軍の足元固めのために行ったこととして、貧病民救済を目的とした小石川養生所を設置や、火事対策として町火消しの制をもうけ、防火建築の奨励や火除地の設定などを行なった。さらには吉宗が紀州藩時代に採用していた「投書箱」の制度を応用した目安箱の設置などを行った。目安箱の設置は、捨文などによる庶民の政治批判を抑止し、将軍の元に直訴を集中させることで自身の権力強化を図ったものと今では理解されている（p6,7）。

### 行政機構の改革
幕内での権力を確立した吉宗は享保6・7年頃 - 元文元年（1736年）にかけて本格的な政治改革を行った。
当時幕府は幕領からの年貢、主要鉱山・御林などからの収入が頭打ちとなると共に、「米価安の諸色高」によって産業間の需給バランスが崩れ武家庶民共に生活が不安定になりつつあった。幕府財政収支にいたっては六代家宣の時期には収入が76万両程であったのに対し、支出は140万両にも及んでいた。その対策の為に吉宗は勘定所改革を行い、増加する訴訟の対応のため業務が停滞していた職域を財政業務から切り離し、勘定所の職掌を公事方（司法）と勝手方（財務）の二つに区分させ、上方・関東の二つに分かれていた勘定方の担当区分も一元化させた。城内に所蔵されていた財政関係の公務書の整理・目録化にも着手した。その結果、9万4200冊もの書類を再編し直すことで過去の先例を容易に検索でき、また新たな情報も追加しやすくなった。このように勘定所の事務運営の効率化・合理化を推し進めた(p8,9)。
新田開発も推し進めるべく勘定所内に新田方を新たに設けた。また、幕府が資金難であったために元来禁止されていた町人請負の新田開発を推奨して民間資金に依存した開発政策に舵を切り替えるにいたった。紀州藩から招聘した井澤弥惣兵衛ら土木技術者たちの新しい土木技術や河川管理技術、勃興する商人たちの資本力を活用した町人請負制型の新田開発の方式を導入によって、幕領の石高はこの時期に約50万石の増大をみて450万石ほどに上った。
人事に関しても、これまで能力がありながら禄高が足らず適当な役職に就けない者達を登用するため、享保8年6月、基準石高より禄高が低い者が役職についた際に、就任期間に限り禄高を引き上げるという足高の制を設けた。また、親が隠居しないため家督を継げない惣領（部屋住み惣領）に出仕の機会を与える惣領番入制度を設けた。改革において、旗本御家人の気風を引き締めるべく武芸が奨励されたが、惣領番入にあたっては、事前に課される「武芸吟味」という試験を勝ち抜く必要があり、武芸奨励と人材登用に寄与した。惣領番入において、その禄は、相続まで家禄との差額を足高の制により支給した。
このような改革を続ける吉宗にとって最も頭を痛めたのが「米価安の諸色高」に対するものだった。米価引き上げと物価引下げに腐心し続けたために吉宗は「米将軍」と異名を付けられている。幕府は毎年買米を行ない、諸藩に対し米の貯蔵・江戸と大坂への廻米を制限するなどと命じて米の供給量を減らし米価を引き上げようとしたが米価は下がり続けた。そのため、幕府は通貨量を増やして米価を下げるべく宝永金・藩札の通用を解禁した。しかしこれも諸藩が領内の米を藩札で買い、大阪で売って銀貨を得ようとしたために、米の供給が過剰になり米安となった。大岡忠相ら経済官僚は金銀の品質を悪くして通貨供給量を増やさないと米高にはならないと吉宗に主張し、元文元年(1736)、幕府は金銀貨幣の改鋳を行った(p131,133)。
　元文金銀は金貨の金含有量は60％、銀貨の銀含有量は58％、旧来の貨幣との交換比率は金貨では旧貨100両に対し新貨165両、銀貨は旧貨10貫目に対し新貨15貫目であり、金高銀安にされた。またこの貨幣改鋳にあわせて、商品流通の拡大に伴い寛永通宝が不足して銭高になっていたため鉄銭を大量に鋳造し流通させた。これらの大供給によって米価・物価が上がり幕府財政は黒字になった。ただし、武家の経済は回復したが米価高は庶民の生活を圧迫することとなった。

### 国家政策・公共政策
倹約（節約）と増税による財政再建を目指し、農政の安定政策として年貢を強化して五公五民に引き上げて、検見法に代わり豊凶に関わらず一定の額を徴収する定免法を採用して財政の安定化を図る。治水や、越後紫雲寺潟新田や淀川河口の新田などの新田開発、助郷制度の整備を行う。米価の調整は不振に終わった。青木昆陽に飢饉対策作物としての甘藷（サツマイモ）栽培研究を命じ、朝鮮人参やなたね油などの商品作物を奨励、薬草の栽培、サクラやモモなどの植林を行ったまた、日本絵図作製、人口調査、国民教育、孝行者や善行者に対する褒章政策も行った。
- 公事方御定書
松平乗邑を主任に寺社奉行、町奉行、勘定奉行を中心に編纂させた幕府の基本法典である。
判例を法規化した刑事裁判の際の基準となる刑事判例集。
- 堂島米会場の公認
- キリスト教に関係のない漢訳洋書の輸入の緩和
- 上米の制
諸藩に1万石につき100石の割合で一時的に課した献上米。代償に参勤交代の際の江戸在府期間を1年から半年に緩和する。
- 相対済令
金銭貸借についての訴訟（金公事）を認めず当事者間の話し合い（相対）による解決を命じた（ただし、金利の付かない貸借や同法を利用した踏み倒し行為は例外とされた）。これには、金銭絡みの訴訟の急増によって、他の訴訟や刑事裁判までが停滞したことによる。
- 元文の改鋳
- 新田開発の奨励
吉宗時代の新田開発には際立った技法上の特徴があった。江戸時代前期に盛んに行われた新田開発では、農業用水として湖沼や溜池それに小川の水を利用する場所を対象としており、大河川の中下流域付近一帯は手つかずのままであった。肥沃な地帯が開発対象とならなかったのは、当時の築堤技術、河川管理技術のレベルでは河川の流れを統制するのは不可能だったからである。
将軍吉宗が紀州藩から招聘した井澤弥惣兵衛ら土木技術者たちは、新しい工法（紀州流）を幕府の治水策の柱に据えた。それは高いレベルの築堤技術と多種の水制工を用いた河川流路の制御技術（「川除（かわよけ）」と言う）とをもって、利根川や木曽川などの大河川の流れを連続長大の堤防の間に閉じ込めてしまう技法であった。紀州流工法によって、大河川下流域付近一帯の沖積平野や河口デルタ地帯の開発が可能となった[4]。

## 略年譜
- 享保2年（1717年） - 新金銀交換を強制（享保小判金）
- 享保4年（1719年） - 相対済令（11年後に実質廃止）
- 享保5年（1720年）
  - 江戸大火を受け、江戸町火消しいろは四十八組（翌年、深川に十六組）を設置
  - キリスト教に関係のない洋書輸入を解禁
- 享保6年（1721年）
  - 目安箱を設置
  - 流地禁止令 (2年後廃止)
- 享保7年（1722年）
  - 足高の制を導入
  - 小石川養生所設置
  - 上米の制（8年後廃止）
  - 三分一米納令
  - 定免法を導入
  - 江戸町方公役銀納令
  - 江戸の六上水のうち本所上水、青山上水、三田上水、千川上水を廃止。
  - 新田開発奨励の高札を日本橋に掲げる。
- 享保10年（1725年） - 口米永代蔵令
- 享保13年（1728年） - 「五公五民制」を導入（幕府創設以来の「四公六民制」の放棄）
- 享保15年（1730年） - 諸大名に対して買米令を出す（翌年には大坂商人達にも同様の命令を出す）
- 享保20年（1735年） - 田方勝手作仕法（田畑勝手作禁止令の事実上の見直し）
- 元文元年（1736年） - 再度の改鋳（元文改鋳、享保の改鋳政策の放棄）
- 寛保2年（1742年） - 公事方御定書制定
- 延享元年（1744年） - 神田に天文台設置

## 影響
幕府財政を安定させたという点が評価され、その後に同じく緊縮財政を機軸とした寛政の改革、天保の改革の手本ともなった。だが、一方で年貢増徴など農民に負担を強いる政策が行われたこと、幕府創業時あるいは（幕府政治の再建に熱心であった）5代将軍綱吉時代初期を範と考える余りに現実の社会の流れに一部で逆行する政策が見られたこと（「流地禁止令」のように数年で廃止せざるを得ない法令も出た）、享保年間中期以後に財政再建や物価対策を急ぐ余り「一時凌ぎ」的な法令を濫発したことなどは、却って幕府・将軍の権威を弱め、社会的な矛盾を後々に残す結果となった。
特に、年貢を家宣・家継時代の四公六民（4割）から五公五民（5割）に引き上げた事は、農民にとっての過重負担となった。建前上は1割の上昇だが、四公六民の時期において実質は平均2割7分6厘程度の負担だったため、引き上げの際の再計算で実質的に5割の負担が課せられたため、2倍近い増税となった。あわせて定免法が採用された時も、特に凶作時においての負担増につながった。この結果、人口の伸びは無くなり、一揆も以前より増加傾向になった。次の家重時代には、建前上は五公五民の税率は守られたが、現場の代官の判断で実質的な減税がなされている。
一方で転換した政策でも元文の改鋳はリフレ政策として、日本経済全体に好影響を与えた歴史上でも数少ない改鋳の1つであると高く評価されている。
なお、幕府の重臣・旗本・諸大名の間で日常的に行われ、江戸時代全体を通じた社会問題だった贈収賄の取り締まりに、吉宗自身が将軍としては初めて手をつけていたことは、意外と知られていない。また、賤民層に対しては、居住や服装等に制限を設け、農工商との接触を禁止する等、厳しい差別政策を以って臨んでいる。